# Clementskirken (Coll de Nargó)
Clementskirken (spansk: La iglesia de San Clemente, catalansk: L'església de Sant Climent) er en kirke i landsbyen Coll de Nargó i Lleida-provinsen i Catalonien, i det nordøstlige Spanien.
Kirken er fra det 10. århundrede eller i begyndelsen af det 11. århundrede, og er opført i romansk-lombardisk stil, med et enkelt skib og tag med gavl, og ydersiden af facaden er prydet med blinde hvælvinger. Apsis har en hvælvet loftskvartalsfære og på ydersiden løber en frise af blinde arkader fordelt mellem lombardiske pilastre og tre buede vinduer.
Kirkespiret er med islamisk indflydelse, hvor den oprindelige bygning har buede vinduer med hestesko- og pyramideformer, og hvor den tilbyggede del fremviser romansk stil med kuplede vinduer og blinde buede langobardiske vinduer.
42°10′17.6″N 1°18′46.9″Ø / 42.171556°N 1.313028°Ø